# Mariano Trombetta
Mariano Trombetta (Genova, 20 agosto 1910 – 11 luglio 1984) è stato un politico italiano.

## Biografia
Fu parlamentare nella terza e quarta legislatura tra le file del Partito Liberale Italiano. Morì nel 1984.
Fu autore alla camera di 179 interventi e 59 progetti di legge. Ricoprì l’incarico parlamentare di Segretario della giunta per le elezioni dal 16 maggio 1963 al 4 giugno 1968.

## Incarichi
III Legislatura della Repubblica italiana.
- XII Commissione industria e commercio - artigianato - commercio estero. Membro dal 12 giugno 1958 al 15 maggio 1963.
- Commissione speciale per l'esame del disegno di legge n. 3906: "istituzione dell'ente per l'energia elettrica e trasferimento ad esso delle imprese esercenti le industrie elettriche". Membro dal 27 giugno 1962 al 15 maggio 1963.

IV Legislatura della Repubblica italiana.
- Giunta delle elezioni. Segretario dal 16 maggio 1963 al 4 giugno 1968. Membro dal 16 maggio 1963 al 4 giugno 1968.
- VI Commissione finanze e tesoro. Membro dal 1 luglio 1963 al 4 giugno 1968.
- XII Commissione industria e commercio - artigianato - commercio estero. Membro dal 1 luglio 1963 al 20 gennaio 1964.
- Commissione d'inchiesta sui limiti posti alla concorrenza nel campo economico. Membro dal 25 febbraio 1964 al 4 giugno 1968.
- Commissione speciale per l'esame del disegno di legge n. 1450 " bilancio dello stato per il periodo 1 luglio - 31 dicembre 1964". Membro dal 19 maggio 1964 al 4 giugno 1968.
- Commissione speciale per l'esame del disegno di legge n. 1686 "bilancio di previsione dello stato per l'anno 1965". Membro dal 30 ottobre 1964 al 4 giugno 1968.
- Commissione parlamentare per il parere al governo sulle norme delegate in materia di repressione delle frodi nella preparazione e commercio dei mosti, vini ed aceti. Membro dal 15 dicembre 1964 al 12 febbraio 1965.
- Commissione parlamentare per il parere al governo sulle norme delegate in materia di nuove tariffe generali dei dazi doganali. Membro dal 18 febbraio 1965 al 4 giugno 1968.